# Tunapuna
Tunapuna (anhörenⓘ) ist eine Stadt in Trinidad und Tobago. Sie ist die Hauptstadt der Region Tunapuna-Piarco.

## Lage
Tunapuna liegt im Norden der Insel Trinidad, mitten im East-West Corridor, der südlich der Northern Range von Westen nach Osten verlaufenden Metropolregion der Landeshauptstadt Port of Spain. Da Port of Spain im Norden durch die Northen Range und im Süden durch den Caroni Swamp begrenzt ist, weitete sich die Stadt im Laufe der Zeit nach Osten aus. Der dadurch entstandene East-West-Corridor ist so dicht besiedelt, dass früher eigenständige Städte heute fließend ineinander übergehen und eher den Charakter von Stadtteilen der Hauptstadt-Agglomeration haben. Formell sind sie jedoch weiterhin unabhängig. Tunapuna geht, gegen den Uhrzeigersinn und im Westen beginnend, über in St. Augustine, Curepe, Macoya, Trincity und El Dorado.
Der Tunapuna River entspringt in Tunapuna und verläuft nach Südwesten, wo er nahe Bamboo Village in den Caroni River entwässert.

## Geschichte
Der Name „Tunapuna“ ist indianischen Ursprungs und bedeutet „am Fluss“. Während der britischen Kolonialzeit waren große Teile des heutigen Stadtgebiets Plantagen im Besitz der Familien Auzonville und Bootsman. Nach dem Abklingen des Kakao- und Kaffeebooms wurde das Land nach und nach als Siedlungsgebiet verkauft; ein Teil wurde der Siedlungsverwaltung gespendet und bildet heute den 12 Hektar großen Auzonville Park.
1898 erhielt Tunapuna die Stadtrechte. 1907 wurde ein Korps der Heilsarmee gegründet. 1912 gründete der Benediktinermönch Dom Mayeul de Caigny in der Nähe von Tunapuna das Mount St. Benedict Monastery, das älteste Kloster der Karibik. 1947 wurde die Kirche des Klosters zur Abteikirche erhoben. Neben dem Kloster befindet sich das Priesterseminar (Regional Seminary of St. John Vianney and the Ugandan Martyrs) der Antilles Episcopal Conference.

## Wirtschaft
Tunapuna besteht zum größten Teil aus Wohngebieten. Industrie hat sich entlang des Churchill Roosevelt Highway, der bedeutendsten Ost-West-Trasse Trinidads, angesiedelt. Es gibt Betriebe der Nahrungsmittel- und Leichtindustrie für den lokalen Bedarf und die Versorgung der Nachbarinseln. Einer der größeren Arbeitgeber ist Caribbean Bottlers Ltd., Abfüller für Coca-Cola in Trinidad und Tobago. Der Dienstleistungssektor ist geprägt von Finanzdienstleistern wie Banken, Versicherungen sowie von vielen Groß- und Einzelhandelsbetrieben. Tunapuna verfügt über einen bedeutenden Markt und ist Handelszentrum für die nähere Umgebung.

## Einrichtungen
Im Südwesten grenzt Tunapuna an den Campus des trinidianischen Zweigs der University of the West Indies, der unter anderem die weltweit erste Forschungsstelle für tropische Landwirtschaft beherbergt.
Stand 2002 hatten 15 Steelbands ihren Sitz in Tunapuna.
Der Joe Public FC spielt in der höchsten Fußballliga des Landes, der TT Pro League. Der Verein aus Tunapuna gehört Jack Warner.

## Persönlichkeiten
- Winifred Atwell (1914–1983), Pianistin
- C. L. R. James (1901–1989), Schriftsteller
- Tyrell Johnson (1917–1985), Cricketspieler
- Lakshmi Persaud (* 1939), Schriftstellerin
- Sandra Honoré (* 1955), Diplomatin
- Darin Lewis (* 1976), Fußballspieler

## Galerie

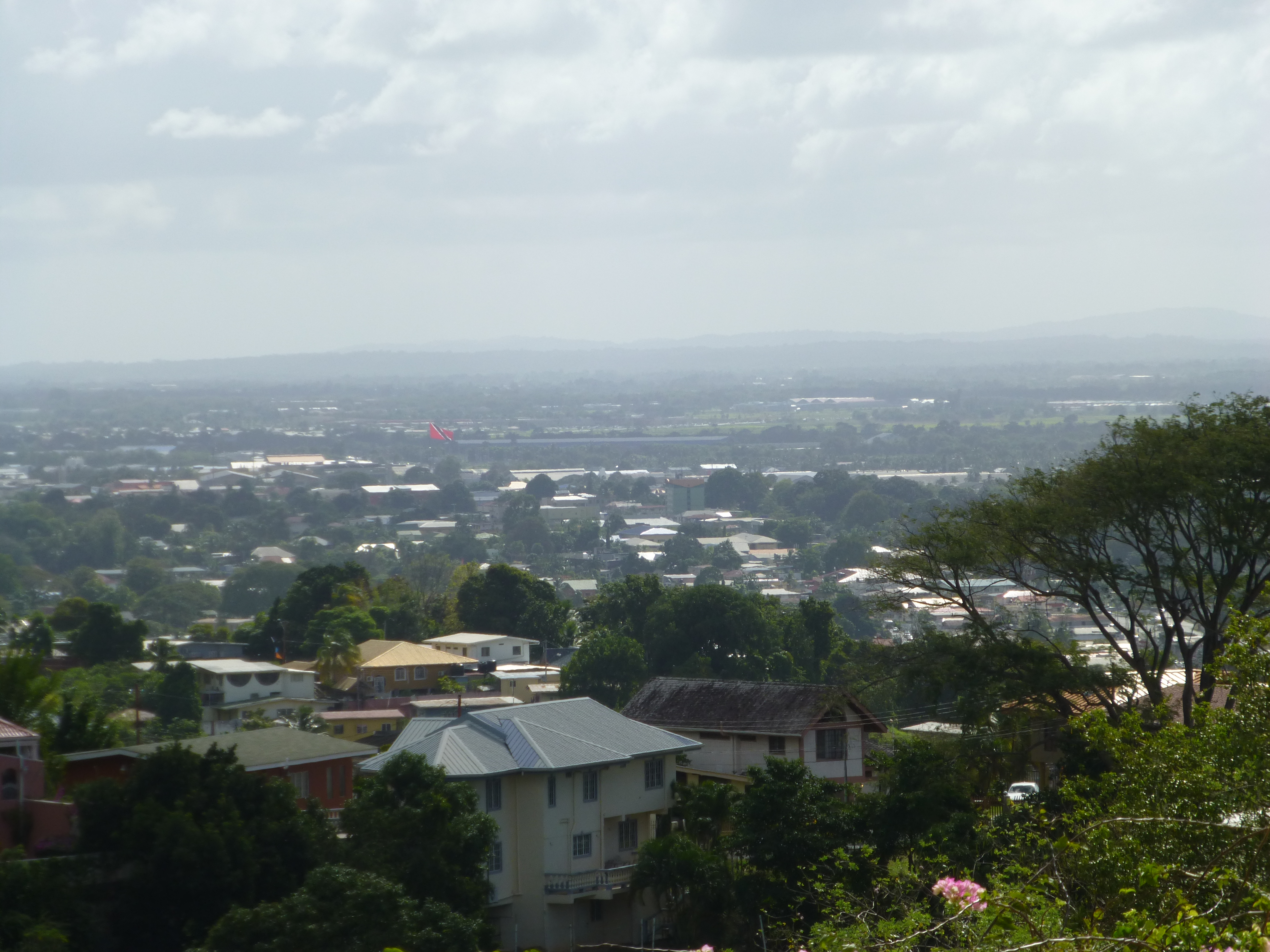
Blick über Tunapuna
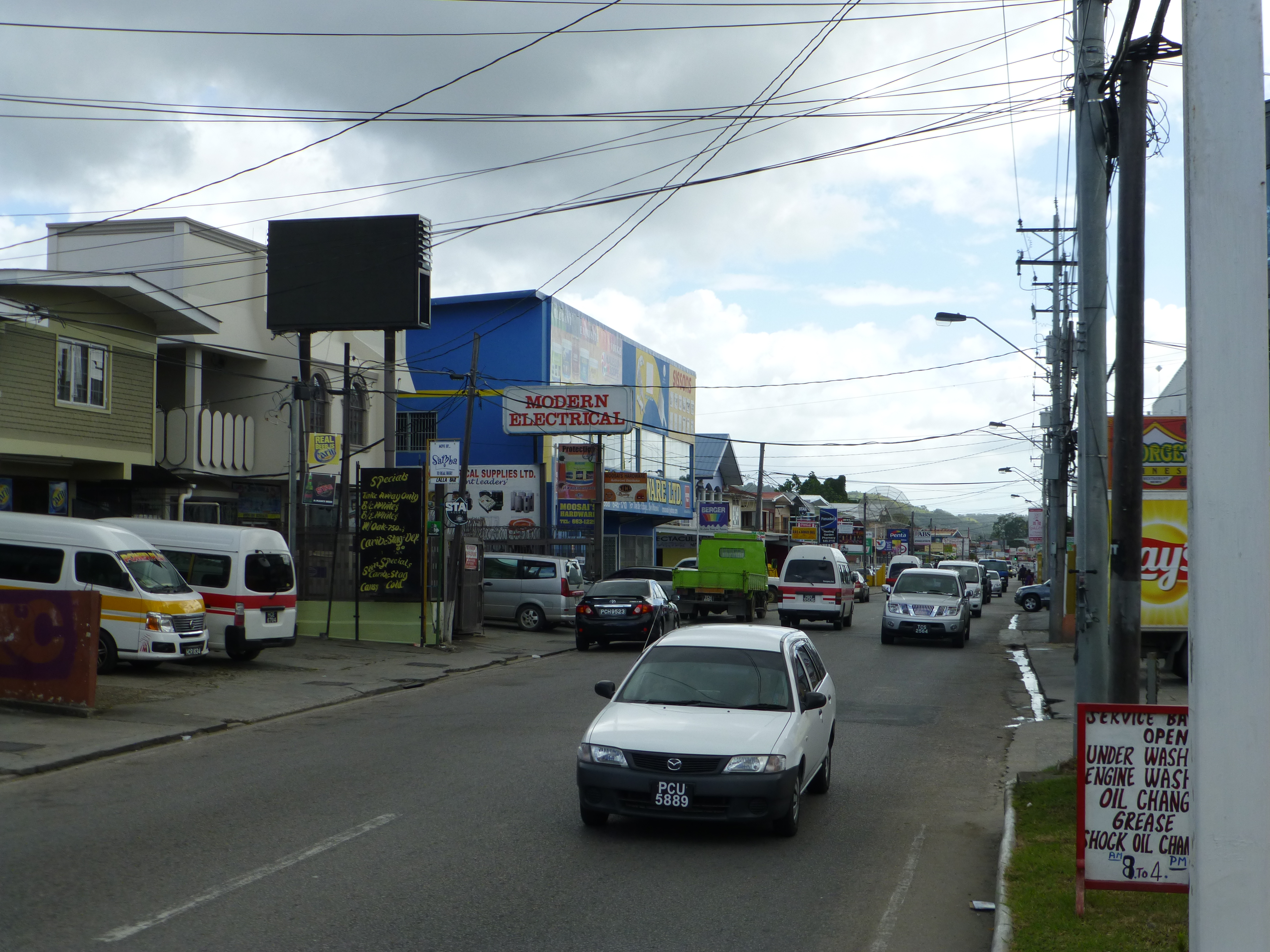
Eastern Main Road
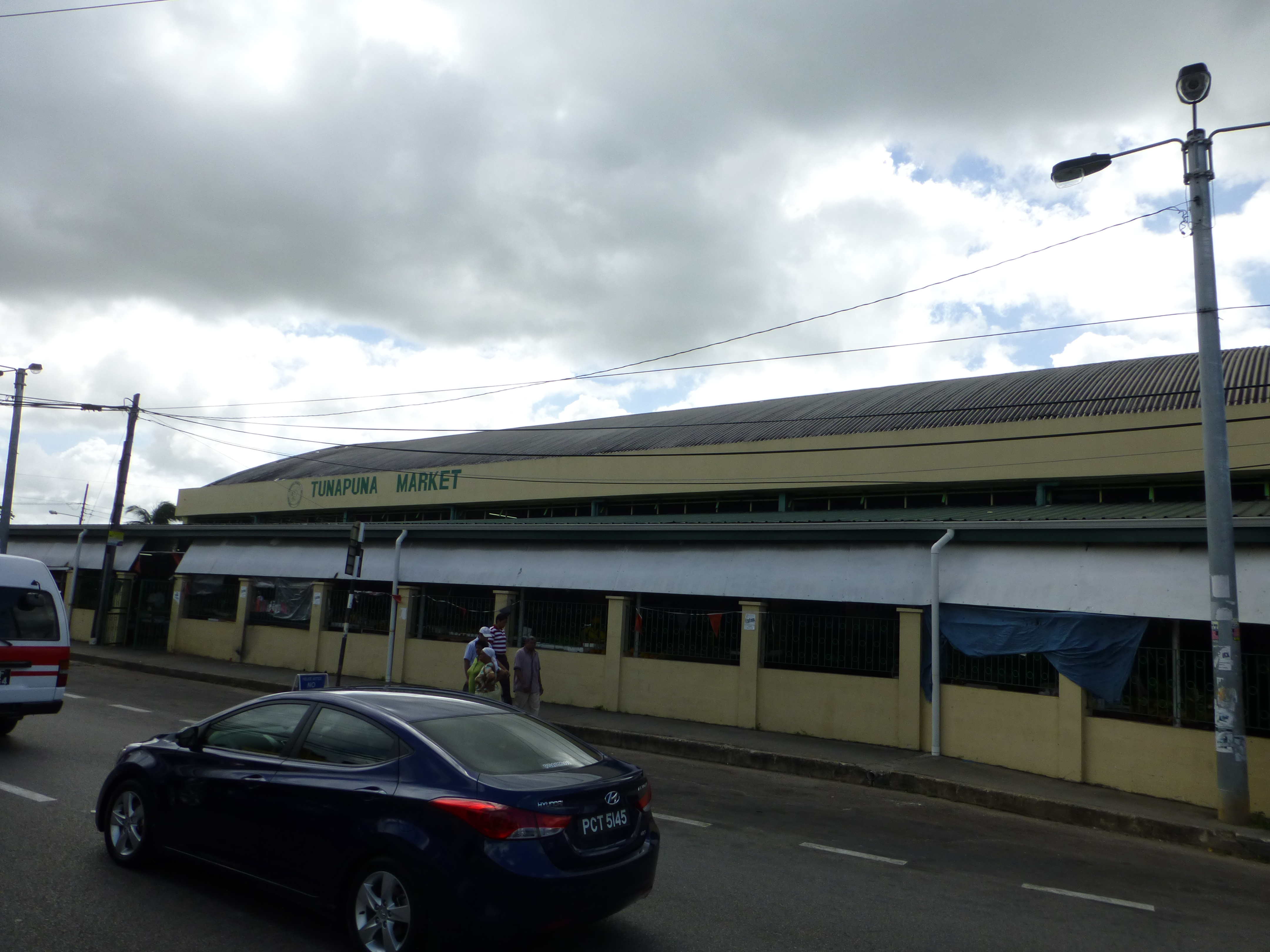
Markthalle
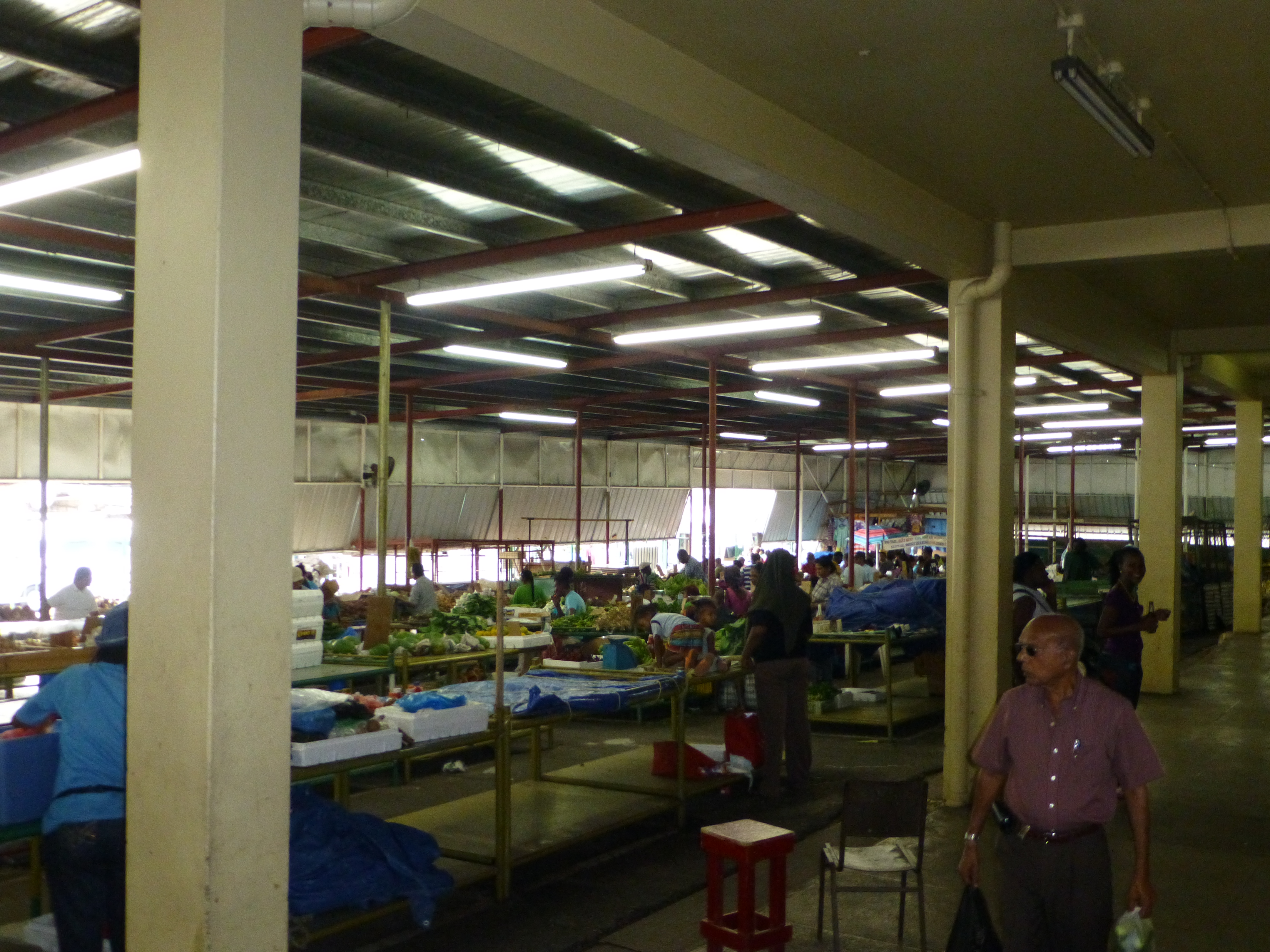
Markthalle